# Biston betularia
Biston betularia é uma espécie de mariposa noturna, encontrada no hemisfério norte em lugares como Ásia, Europa e América do Norte. A evolução de Biston betularia é muito usada por educadores como um exemplo de genética de populações e selecção natural.
As lagartas de B. betularia imitam a forma e cor de galhos. Segundo pesquisas recentes, estas lagartas podem sentir a cor do galho com a pele e regular sua pigmentação de acordo com o substrato para se protegerem de predadores.

## Distribuição
Biston betularia é encontrada na China (Heilongjiang, Jilin, Mongólia Interior, Pequim, Hebei, Shanxi, Shandong, Henan, Shanxi, Ningxia, Gansu, Qinghai, Xinjiang, Fujian, Sichuan, Yunnan, Tibet), Rússia, Mongólia, Japão, Norte Coréia, Coréia do Sul, Nepal, Cazaquistão, Quirguistão, Turquemenistão, Geórgia, Azerbaijão, Armênia, Europa e América do Norte.

## Evolução
Evolução da B. betularia
A evolução da mariposa ao longo dos últimos duzentos anos foi estudada em detalhes. No início deste período, a grande maioria das mariposas salpicadas tinha padrões de asas de cores claras que efetivamente as camuflavam contra as árvores e líquenes de cores claras sobre as quais repousavam. No entanto, devido à poluição generalizada durante a Revolução Industrial na Inglaterra, muitos dos liquens morreram, e as árvores nas quais as mariposas repousavam ficaram enegrecidas pela fuligem, fazendo com que a maioria das mariposas de cor clara, ou típicas, morressem devido à predação. Ao mesmo tempo, as mariposas de cor escura, ou melânicas, carbonaria, floresciam porque podiam se esconder nas árvores escurecidas.
Desde então, com a melhoria dos padrões ambientais, mariposas de cor clara tornaram-se novamente comuns, e a mudança dramática na população da mariposa continuou sendo um assunto de muito interesse e estudo. Isso levou à criação do termo "melanismo industrial" para se referir ao escurecimento genético das espécies em resposta a poluentes. Como resultado das circunstâncias relativamente simples e fáceis de entender da adaptação, a mariposa se tornou um exemplo comum usado para explicar ou demonstrar a seleção natural para leigos e alunos de sala de aula por meio de simulações.
O primeiro morfo carbonário foi registrado por Edleston em Manchester em 1848, e ao longo dos anos subsequentes aumentou em frequência. Experimentos de predação, particularmente por Bernard Kettlewell, estabeleceram que o agente de seleção eram pássaros que se alimentavam do morfo carbonário. Experimentos e observações subsequentes apoiaram a explicação evolutiva inicial do fenômeno.

## Base genética do melanismo
Demonstrou-se que a evolução da mutação do melanismo industrial se deve à inserção de um elemento transponível no primeiro íntron do gene do córtex, resultando em um aumento na abundância do transcrito do córtex, que se expressa nas asas em desenvolvimento, causada por um SNP.